# Bengt Fröman
Bengt Fröman (30 de noviembre de 1950) es un deportista sueco que compitió en bádminton, en la modalidad de dobles.
Ganó una medalla de bronce en el Campeonato Mundial de Bádminton de 1977 y tres medallas en el Campeonato Europeo de Bádminton entre los años 1976 y 1980.

## Palmarés internacional
| Campeonato Mundial | Campeonato Mundial      | Campeonato Mundial | Campeonato Mundial |
| Año                | Lugar                   | Medalla            | Prueba             |
| ------------------ | ----------------------- | ------------------ | ------------------ |
| 1977               | Malmö (Suecia)          | Medalla de bronce  | Dobles             |
| Campeonato Europeo |                         |                    |                    |
| Año                | Lugar                   | Medalla            | Prueba             |
| 1976               | Dublín (Irlanda)        | Medalla de bronce  | Dobles             |
| 1978               | Preston (Reino Unido)   | Medalla de plata   | Dobles             |
| 1980               | Groninga (Países Bajos) | Medalla de plata   | Dobles             |